# Schiffpfund
Das Schiffpfund ist ein altes Handelsgewicht. Es war regional sehr unterschiedlich bemessen. Verbreitet war es vorwiegend in Deutschland, hier in den größeren Städten und den Hafenstädten sowie in  Schweden, Dänemark, Russland und den Niederlanden. Es war eine größere Gewichtseinheit in der Größenordnung von etwa drei Zentnern bzw. 20 Lispfund. Ursache des jeweils unterschiedlichen Gewichtes war das regional ebenfalls unterschiedlich bemessene Pfund als Basis. Auch differenzierte man nach Land- und Schiffsfracht. Oft wurde auch nach Viktualgewicht oder Schalgewicht unterschieden.

## Aachen, Amsterdam, Nürnberg
- 1 Schiffpfund = 300 Pfund

## Berlin
- 1 Schiffpfund = 3 Zentner = 330 Pfund

## Braunschweig
- 1 Schiffpfund = 20 Lispfund = 280 Pfund
- 1 Schiffpfund = 3 Zentner= 343 Pfund[4]

## Emden
- 1 Schiffpfund = 100 Pfund

## Hannover
- 1 Last = 12 Schiffpfund
- 1 Schiffpfund = 20 Lispfund

## Königsberg
- 1 Schiffpfund =  20 Lispfund = 3 Zentner = 330 Pfund

## Lüneburg, Lübeck
- 1 Schiffpfund = 20 Lispfund = 320 Pfund

In Lübeck wurde bei Federn die Verpackung mitgewogen und -gerechnet.

## Livland (Liefland)
- 1 Schiffpfund = 20 Lispfund = 400 Pfund

## Oldenburg
1 Schiffpfund = 29 Lispfund = 290 Pfund

## Riga, Reval
- 1 Schiffpfund =  20 Lispfund = 400 Pfund

## Rostock
- 1 Schiffpfund = 20 Lispfund = 280 Pfund (auch 320 Pfund)

## Schweden
- 1 Schiffpfund = 20 Lispfund = 400 Pfund

## Metallhandel
Im Metallhandel war das Schiffpfund unterschiedlich:
- Roheisen 1 Schiffpfund = 26 Lispfund = 195,402 Kilogramm
- Rohkupfer 1 Schiffpfund = 20 Lispfund = 150,912 Kilogramm
- Bergwerkgewicht mit 375,7728 Gramm/Pfund ergibt 1 Schiffpfund = 150,309 Kilogramm

## Andere Maße
Trotz gleichen 20 Lispfunden mit je 20 Pfund je Schiffpfund waren das Gewicht
- beim Stapelstädter Gewicht mit 340,0659 Gramm × 400 = 136,026 Kilogramm
- beim Landstädter Gewicht mit 357,9194 Gramm × 400 = 143,168 Kilogramm